# Secondo armistizio di Compiègne
Il secondo armistizio di Compiègne fu siglato alle 18:50 del 22 giugno 1940 dalle delegazioni francesi e tedesche; esso pose fine alle ostilità tra la Francia e la Germania iniziatesi dopo l'invasione tedesca della Polonia.
A seguito della firma di quest'armistizio, il territorio francese venne diviso in due parti: la parte settentrionale e le coste atlantiche vennero occupate militarmente dalla Wehrmacht; la parte centro-meridionale restò invece sotto il controllo di un nuovo governo francese formalmente indipendente dai tedeschi. I territori dell'Alsazia e Lorena, annessi dalla Francia dopo la fine della prima guerra mondiale, furono di fatto riannessi alla Germania, sebbene ufficialmente fossero sotto occupazione militare come il resto della Francia del Nord.

## La resa francese
Già prima della caduta di Parigi (il 14 giugno 1940) numerosi ambienti politici e militari spinsero affinché il governo francese, nel frattempo ritiratosi a Bordeaux, siglasse una pace separata con la Germania. Il 7 giugno il Maresciallo Maxime Weygand, a capo dell'esercito francese,  consigliò al governo francese di firmare al più presto un armistizio, affermando che “la battaglia della Somme è perduta”. Il primo ministro francese in carica, Paul Reynaud, era però contrario a qualsiasi resa, dichiarandosi invece disposto a combattere senza sosta fino alla sconfitta dei tedeschi. Tuttavia la situazione militare era ormai disperata; ciò diede peso alle pressioni degli ambienti militari, sempre più favorevoli a una resa.
Per impedire tale resa, il primo ministro inglese Winston Churchill propose agli alleati la creazione di un'unione anglo-francese che avrebbe dovuto fronteggiare i tedeschi. Il gabinetto francese discusse la proposta dello statista britannico e la respinse a maggioranza. A causa di questa bocciatura, Paul Reynaud fu costretto alle dimissioni, ponendo così le basi per la resa definitiva ai tedeschi. Al suo posto venne nominato l'anziano Maresciallo Philippe Pétain, assai più incline a porre fine alla guerra.
Il 20 giugno il Maresciallo Pétain annunciò alla nazione la decisione di chiedere un armistizio ai tedeschi con questo discorso:
(Discorso di Philippe Pétain.)

## La scelta di Compiègne

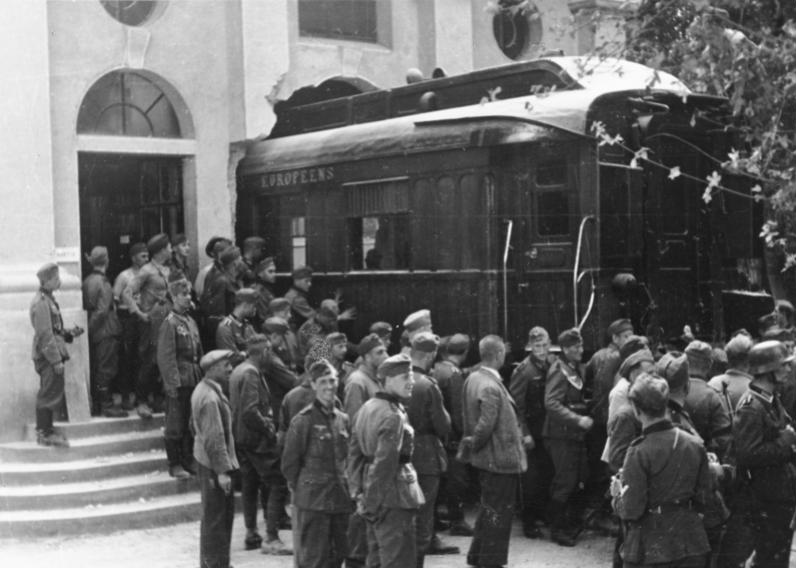
Militari tedeschi davanti al vagone dove fu firmato l'armistizio del 1918

Quando Adolf Hitler ricevette notizia dell'intenzione del governo francese di negoziare un armistizio, scelse immediatamente la zona di foresta vicino a Compiègne come sede per le trattative: qui infatti si erano svolte le trattative e fu firmato l'armistizio del 1918 che pose fine alla prima guerra mondiale. Tale armistizio fu sempre considerato dai nazionalisti tedeschi come un'onta da vendicare il prima possibile; pertanto la scelta di questo luogo per l'accettazione della resa francese aveva per i tedeschi un forte significato simbolico. Su precisa disposizione del Führer, inoltre, le delegazioni francesi e tedesche si sarebbero dovute incontrare nello stesso vagone ferroviario utilizzato nel 1918 all'atto della resa tedesca. A tale scopo il vagone fu portato fuori dal museo dove era stato collocato e preparato per lo svolgimento delle nuove trattative.
Tale scelta emerge in modo chiaro dal testo del Preambolo alle condizioni d'armistizio tedesche, preparato da Hitler e di cui diede lettura il colonnello generale Wilhelm Keitel. In quel testo, infatti, si afferma che proprio da quel vagone ferroviario l'11 novembre 1918 emanarono il disonore, le umiliazioni e le sofferenze che avevano afflitto la Germania dopo la Grande guerra. La firma in quel luogo aveva dunque - per il dittatore nazista e per i militari tedeschi - il gusto di una rivincita che attendevano da anni.

## Il Preambolo tedesco

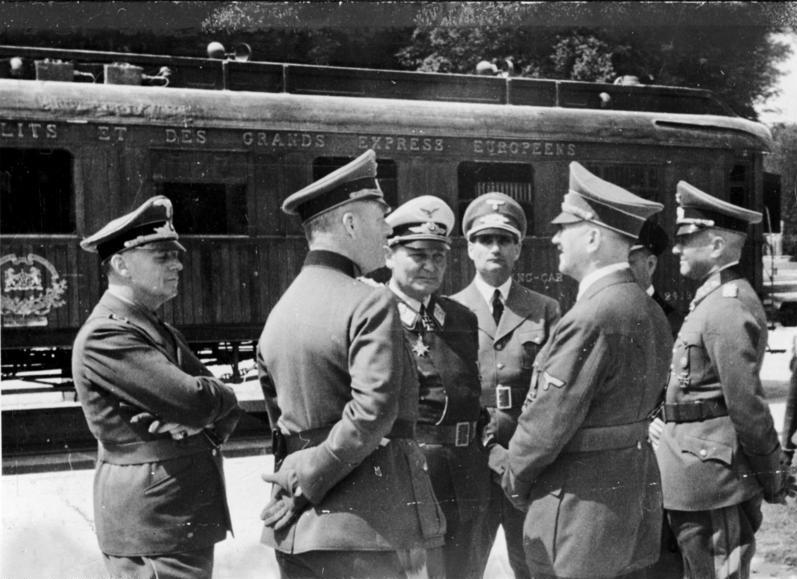
Hitler a colloquio con i suoi generali prima della firma dell'armistizio

La delegazione tedesca si presentò al tavolo delle trattative con la ferma intenzione di fare accettare ai francesi dure clausole armistiziali, che a loro giudizio avrebbero riparato ai torti subiti dalla Germania dopo la Grande Guerra. Sedendosi al tavolo delle trattative, il colonnello generale Keitel diede lettura di un Preambolo che ben chiariva il punto di vista nazista circa gli avvenimenti degli ultimi anni. Si tratta di un documento dall'alto contenuto propagandistico e ideologico (che ad esempio afferma che “senza motivo alcuno” Francia e Regno Unito hanno dichiarato guerra nel 1939), ma che tuttavia aiuta a chiarire non solo taluni aspetti dell'ideologia nazista, ma anche gli obiettivi militari che il Terzo Reich si poneva con la firma dell'armistizio.
Questo il testo del Preambolo:
(Preambolo del secondo armistizio di Compiègne)

## La firma
La delegazione francese, guidata dal generale Charles Huntziger, iniziò le trattative con l'obiettivo di rendere il meno dure possibili le clausole armistiziali per la Francia, ma la risposta di Keitel fu irremovibile: se avessero voluto la fine delle ostilità, i francesi avrebbero dovuto accettare tutte le condizioni senza obiezioni. I rappresentanti francesi, data la disperata situazione militare, non ebbero altra scelta che firmare l'armistizio. La firma avvenne alle 18:50 del 22 giugno 1940 all'interno del vagone ferroviario in cui fu firmato il precedente armistizio di Compiègne nel 1918. Hitler prese posto sulla stessa sedia sulla quale nel 1918 il maresciallo Ferdinand Foch ricevette i tedeschi sconfitti; dopo la lettura del Preambolo, però, il Führer lasciò la carrozza in segno di spregio verso il nemico, emulando un analogo gesto compiuto da Foch nel 1918. A firmare per la parte tedesca fu il colonnello generale Keitel a nome dell'Alto comando delle forze armate.

## I termini di resa

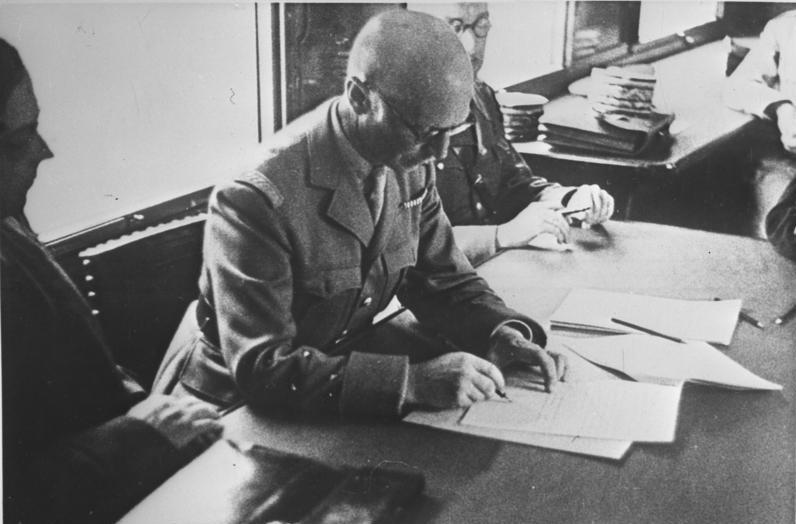
Il generale Charles Huntziger firma l'armistizio

Le clausole armistiziali imposte dai tedeschi furono estremamente onerose. In sintesi questi erano i punti principali su cui si fondava l'accordo di armistizio:
- le unità francesi ancora combattenti si sarebbero dovute arrendere senza condizioni;
- per salvaguardare gli interessi logistico-militari del Terzo Reich, ancora in guerra con il Regno Unito, tre quinti del territorio francese nord-occidentale sarebbero passati sotto occupazione tedesca, così da permettere alla Kriegsmarine l'accesso ai porti atlantici e al canale della Manica;
- il resto del territorio veniva lasciato sotto il governo di un nuovo Stato francese, che avrebbe avuto sede a Vichy fino alla negoziazione di un trattato di pace;
- tutti i costi legati all'occupazione militare della Wehrmacht (circa 400 milioni di franchi francesi al giorno) sarebbero stati coperti dalla Francia;
- le forze armate francesi dovevano essere disarmate e disciolte. Era concessa la ricostituzione di un esercito francese di sole 100.000 unità, detto esercito dell'armistizio;
- tutto il materiale bellico catturato dai tedeschi o che fosse rimasto nella parte di territorio sotto occupazione sarebbe rimasto nelle mani della Wehrmacht;
- tutti i prigionieri di guerra francesi sarebbero rimasti in mano tedesca fino alla fine delle ostilità con il Regno Unito.

Il cessate il fuoco entrò in vigore alle 0:35 del 25 giugno 1940: in quel momento terminò ufficialmente la campagna di Francia. L'armistizio aveva lo scopo di rinviare fino alla fine della guerra un accordo di pace definitivo tra i due Paesi, ma tale accordo non fu mai negoziato e in seguito all'operazione Torch e alla successiva operazione Anton il secondo armistizio di Compiègne fu definitivamente cancellato.